# Gerd Wenzinger
Gerd Wenzinger (* 1941, nach anderen Angaben 1943 oder 1944 in St. Blasien, Deutschland; † 16. Juni 1997 in Salvador da Bahia, Brasilien) war ein deutscher Allgemeinmediziner und Mörder, auch bekannt als der Havel-Ripper.

## Leben
Gerd Wenzinger wurde als zweites von drei Kindern geboren. Schon früh interessierte er sich für Musik und Kunst, er spielte Geige, malte und modellierte gern.
Nach dem Abitur begann Wenzinger ein Mathematik- und Physikstudium, wechselte aber später zur Medizin. Seine Ehe scheiterte nach vier Jahren, anschließend hatte er wechselnde Partnerschaften. Seine Schwester sagte später aus, dass seine eigene Eifersucht und Untreue zum Ende jeder Beziehung geführt hätten.
1978 ließ sich Wenzinger als Arzt für Allgemeinmedizin in Stuttgart-Feuerbach nieder.
Im Jahr 1990 wurden zufällig heimlich gefilmte Videos gefunden, welche Wenzinger während der Behandlung von Patientinnen drehte. Wenzinger musste anschließend seine Approbation zurückgeben und eine Geldstrafe von 6000 Mark zahlen. Daraufhin verkaufte er seine Praxis und zog im Jahr 1991 auf ein etwa 800 m2 großes Grundstück im Schönerlinder Weg nach Berlin-Karow. In Berlin war er von März 1993 bis August 1994 gemeldet und mehrfach wegen Vergewaltigung, Missbrauch an Kindern, sexueller Beleidigung und Nötigung polizeilich bekannt. Die Ermittlungen wurden jedoch eingestellt und Wenzinger nicht verurteilt.
Wenzinger übersiedelte nach Brasilien und wurde dort im März 1996 wegen schwerer Sexualdelikte und Folterung an Frauen festgenommen. Weiterhin bestand der Verdacht, er hätte vier Frauen ermordet.
Bei einer darauffolgenden Durchsuchung wurde ein Video gefunden, welches die Vergewaltigung und Zerstückelung einer Frau zeigte – dieses wurde schließlich der Polizei in Deutschland übermittelt. So konnten die Berliner Ermittler den Tatort des Verbrechens, welches das Video zeigte, identifizieren: Gerd Wenzingers ehemaliges Haus in Berlin-Karow. In diesem, so wurde später bekannt, empfing er häufig Prostituierte.

## Mord an Dana F.
Zwischen dem 25. Juni und Anfang Juli 1994 wurden im Oder-Havel-Kanal zwischen Hohen Neuendorf und Borgsdorf über 40 Leichenteile einer Frau in einem Umkreis von zehn Kilometern gefunden. Bei einer toxikologischen Untersuchung wurden Beruhigungsmittel und Narkotika im Körper der Toten nachgewiesen. Trotz intensiver Recherchen konnte sie nicht identifiziert werden. Erst nachdem Ende Oktober 1994 in der Fahndungssendung Aktenzeichen XY eine Phantombildzeichnung der Toten gezeigt wurde, meldet sich eine Frau, nach deren Meinung die Tote ihre Tochter sein könnte. Anschließend wurde durch den Abgleich von Fingerabdrücken bewiesen, dass es sich um die 23-jährige Dana F. aus Berlin-Moabit handelte. Sie war drogenabhängig und arbeitete als Prostituierte auf dem Straßenstrich in der Kurfürstenstraße.
In Brasilien in Haft sitzend, bestritt Wenzinger während eines Interviews mit den brasilianischen Medien, etwas mit dem Tod von Dana zu tun zu haben, obwohl das gefundene Video bewies, dass sich die Handlung in seinem Haus abspielte. Angeblich, so seine Aussage, starb sie, als er Besorgungen erledigte, an einer Überdosis Drogen. Er gab jedoch zu, sich an der Leiche vergangen zu haben, indem er begründete, dass dies das letzte gewesen wäre, was er ihr an Liebe geben konnte. Die Schnitte zur Zerstückelung des toten Körpers setzte er zudem so, dass viele zuvor durch die Folterung zugefügte Verletzungen überdeckt wurden.
In Berlin wurde schließlich dennoch ein Haftbefehl gegen Wenzinger erwirkt sowie seine Auslieferung nach Deutschland. Um dieser zu entgehen, versuchte Wenzinger Ende Juni 1996, sich mit einer Überdosis Tabletten das Leben zu nehmen. Kurze Zeit später beging er dann Suizid, indem er sich erhängte.
Es wird vermutet, dass Wenzinger noch weitere Frauen getötet hat.
Mehrere psychiatrische Fachbücher nehmen Wenzingers Täterprofil als Fallbeispiel für den Durchbruch aggressions-sexueller Fantasien aus der Kindheit.